# Palais des beaux-arts de Bruxelles
Palais des beaux-arts de Bruxelles (nebo také Bozar, což je homofon od Beaux-arts) je kulturní centrum ve stylu art deco v Bruselu, nacházející se v ulici Ravenstein. Výstavba budovy, jejímž architektem byl Victor Horta, byla dokončena v roce 1928, šest let po zahájení. Velká část budovy se nachází pod povrchem. Nachází se zde koncertní síně, kino a prostory pro výstavy. Je sídlem Belgického národního orchestru.